# マリア・ヴェローヌ
マリア・ヴェローヌ (Maria Vérone; 1874年6月20日 - 1938年5月23日) はフランスの弁護士、自由思想家、人権擁護活動家、社会改革運動家、女性解放運動家（第一波フェミニズム）。「女性で初めて重罪院で弁護した弁護士」として知られるほか、女性参政権運動、女性の貧困対策、児童福祉改革などにおいて大きな貢献をし、レジオンドヌール勲章を受けた。

## 背景
マリア・ヴェローヌは1874年6月20日、パリ2区に生まれた。父ギュスターヴ・ヴェローヌは会計士、母マリー＝アントワネット・シャルパンティエは花飾り・羽根飾り細工師で、決して裕福な家庭ではなかったため、公立学校（ルヴァロワ＝ペレ公立小学校、ソフィ・ジェルマン高等小学校）に通い、数学の教員を志していたが、16歳で父を亡くし、母の仕事を手伝って家計を支えた。

## 教員
やがてパリ市の補助教員として採用され、さらに、非宗教的教育を推進する団体に参加し、無償で授業を担当した。これは反教権主義者・社会主義者で国家自由思想連盟の創設者の一人でもあった父の影響であり、ヴェローヌはわずか15歳で1889年国際自由思想会議の事務局に任命され、後にフランス国家自由思想協会 (1904年設立) 執行委員会の委員長を務めている。だが、教育委員会はヴェローヌのこうした政治活動を快く思わず、1897年9月にオルレアンで開催された公開会議で彼女が「人民の教育」について発言したことをきっかけに、（正規教員として採用される見込みがあったにもかかわらず）セーヌ県の補助教員名簿から抹消されることになった。

## 結婚
1900年に印刷所を経営するモーリス・ジエス (1874-1937) と結婚したが間もなく離婚し、1908年に弁護士のジョルジュ・レルミットと再婚した。レルミットは、ドレフュス事件でエミール・ゾラの「私は弾劾する」(1898年) が掲載されたことで知られる『オーロール』の編集委員を務めていた。ヴェローヌには「父親不明」の娘とジエスとの息子がある。

## 女性の権利連盟

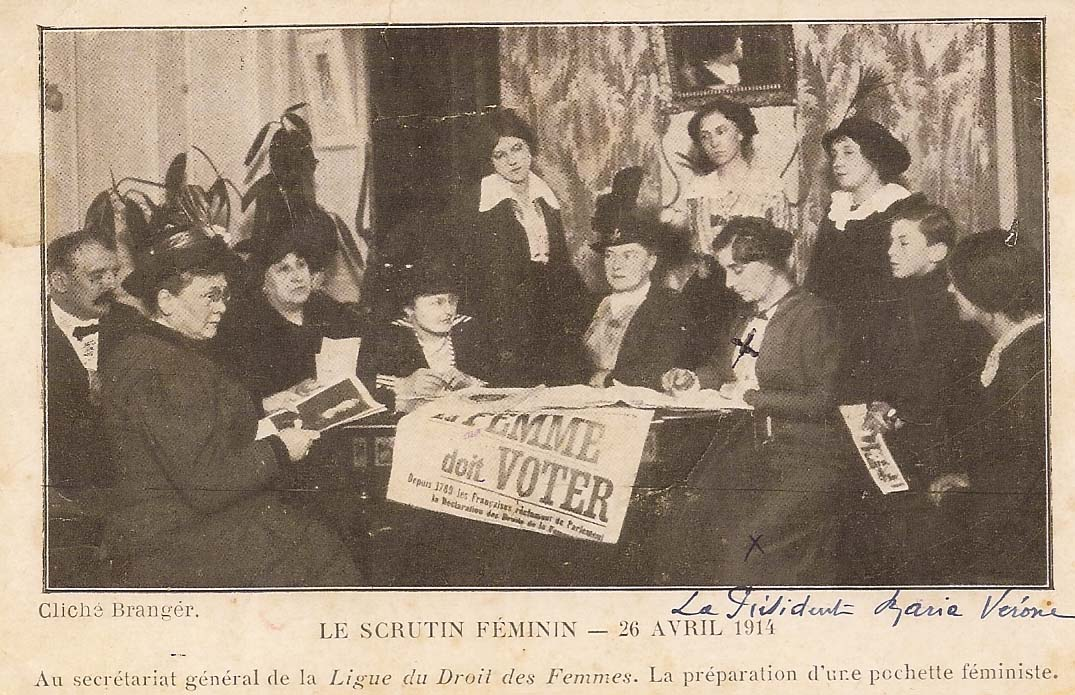
女性の人権連盟 1914年 - マリア・ヴェローヌ会長 (テーブルの上のポスターには「女性は投票しなければならない」とある).

早くから女性解放運動家として活躍し、1897年にマルグリット・デュランが本格的なフェミニスト新聞『ラ・フロンド』を創刊した際には、編集委員の一人（兼事務局）として採用された。本紙ではテミスという偽名で裁判記録を掲載するなど主要記者の一人であった。他にも女性の雇用促進のために、フランス労働総同盟 (CGT) の機関紙『サンディカリスム闘争』、社会主義者の日刊紙『ラ・フランス・リーブル』などに寄稿している。また、レオン・リシェがマリア・ドレームの協力を得て1869年に創刊した『女性の権利』紙の編集長、1870年にレオン・リシェが設立した「女性の権利連盟」の事務局長（1904年）および会長（1919-1938年）を歴任した。
1898年にドレフュス派によって設立された人権連盟では、1909年の会議で女性の参政権を訴え、1910年から1918年まで中央委員会の委員長を務めた。ヴェローヌは、フェミニズムについて、「生涯独身を通し、気難しくなった老女や、不幸な結婚に絶望して怒りっぽくなった妻らが求める運動ではない」と当時の偏見を批判し、「フェミニズムとは、市民生活、政治、教育・学問、経済、社会などすべての分野における男女平等の確立を目的とした、すべての人間の平等に基づく哲学」であると主張し、これに基づき、女性参政権、男女の同一労働同一賃金、産前産後休業を求める活動など多くの政治・社会活動を行った。

## 弁護士

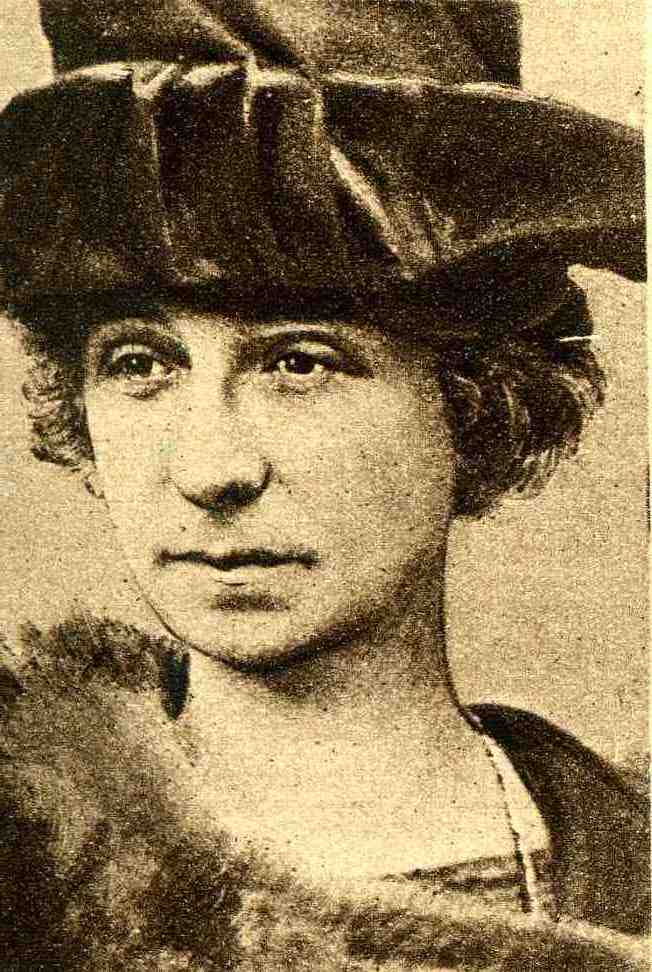
マリア・ヴェローヌ 1919年頃

28歳で学業を再開し、バカロレア取得後、法学の学士号を取得した。参政権のない女性はパリ市博士課程奨学金を受ける資格がなかったため断念し、1907年にパリ弁護士会に登録した。この2か月後には早くも女性弁護士として初めて重罪院で弁護した（なお、フランス初の女性公認弁護士はジャンヌ・ショーヴァン（1901年登録）で、ヴェローヌは7人目である）。これは反軍国主義的な言動により「新兵に対して反乱の扇動をした」として訴えられた3人の若者の弁護を引き受けたときのことである。裁判長がヴェローヌの弁論を遮り、軍隊を侮辱するような発言は控えるようにと勧告したとき、彼女は、海軍大臣でもあった議員カミーユ・ペルタンを委員長とするペルタン委員会の報告書と「貴方の上司であるアリスティード・ブリアン法務相」の発言を引用したまでであると反論。この裁判は大きな反響を呼び、3人のうち2人が無罪を言い渡された。
同じ頃、アルコール依存症で非常に暴力的な夫を殺害した女性の無罪を獲得した裁判もまた話題になった。無罪判決が言い渡されたとき、ヴェローヌは陪審員席に向かって「これはあなた方が勝ち取ったものである」と叫び、各陪審員からこの被告のためにと金貨を投げ渡された。さらに、法廷を出るときに傍聴席で募金をしたという男性にも、集まったたくさんの硬貨を渡された。
弁護士として最初の重要な取り組みは児童福祉、特に浮浪罪に問われた児童の救済であり、軽罪裁判所で裁かれる未成年者の多くが本人よりむしろ家庭に問題があることを繰り返し訴え、「親権」が存在せず、「父権」の濫用が目に余る状況において、母親に親権を付与するという判決を獲得したこともあった（なお、フランスにおいて初めて父権の剥奪に関する規定が設けられたのは、1889年の「虐待され、精神的に遺棄された子の保護に関する法律」においてである）。また、未成年者の売春に関する1908年4月11日付法律により、家庭の事情から売春を余儀なくされた未成年者が浮浪罪に問われることも少なくなかった。1909年に担当した16歳の未成年売春婦ルイーズ・Vの事件では、ルイーズは一定の場所（売春宿）に住所を有し、合法的な生計手段（売春）があるため浮浪罪にあたらないと訴え、無罪を獲得した。
こうした活動から、ヴェローヌは児童法典編纂のための議会外委員会の委員に任命され、児童裁判所に関する1912年7月22日付法律および未成年者の浮浪罪に関する1921年3月24日付法律の成立に貢献することになった。

## 女性参政権運動
1931年に女性弁護士全国同盟、その後、同国際同盟を結成し、法曹界における女性の団結や地位向上に貢献した。また、女性の権利連盟の会長として女性参政権運動を牽引し、候補者名簿に一定数の女性候補者を含めるよう働きかけたり、当時禁止されていた参政権運動の集会に参加したりした（元老院前で集会を行ったときには、多くの参加者が逮捕されたり訓告を受けたりした）。さらに、医師エドゥアール・トゥールーズが1931年に創設した性科学会の副会長を務めるほか、女性解放運動の国際組織に参加し、フランス支部を設立するなど、幅広い分野において国内外の女性解放運動に貢献した。だが一方で、政党の活動とは一線を画し、フェミニズム運動を女性のみの運動として孤立させることのないよう社会党員、共産党員として党内で活動したマドレーヌ・ペルティエらとは対照的に、フェミニストは政党に対して独立性を維持するべきであると主張した。同様に、フリーメイソン会員にも任命されたが、これも「独立性を維持する」ために辞退し、講演会のみ引き受けていた。

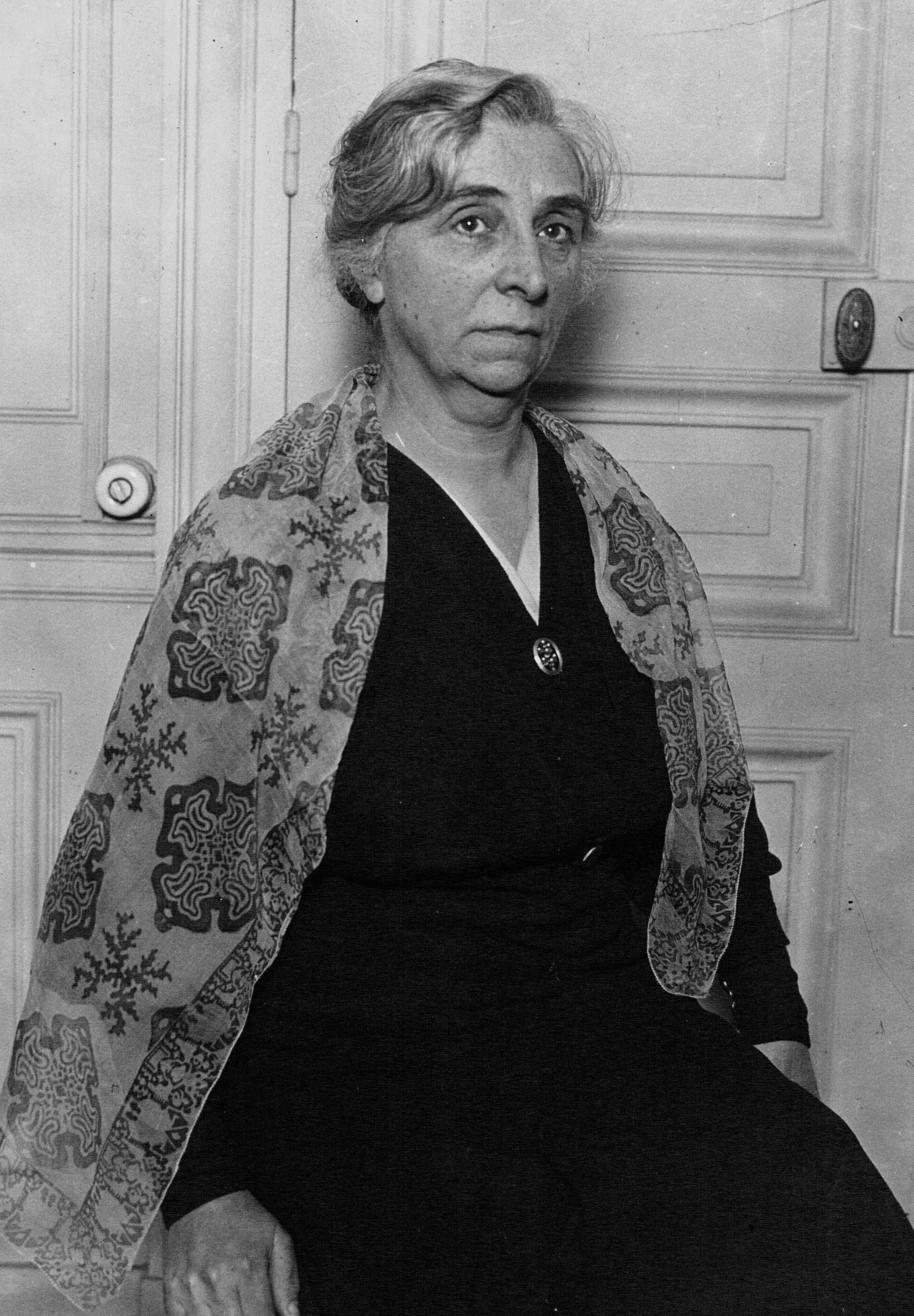
マリア・ヴェローヌ 1933年

ヴェローヌはむしろ、女性の貧困対策が優先問題であると考え、無料食堂や女性の作業所を設立した。特に1914年に女性の権利連盟の後援により、国民援助運動の助成金を受けてキャバレー「赤い月」の店舗内に設置した作業所は、その後パリ13か所に増設されることになった。
1936年、レジオンドヌール勲章を授けられた。同年、閣僚評議会議長に就任したレオン・ブルムに初の女性大臣として入閣を勧められたが、健康を理由にこれを辞退。1938年5月23日に63歳で死去した。夫のジョルジュ・レルミットが彼女に代わって女性の権利連盟の会長に就任し、間もなく、マリア・ヴェローヌ友の会が結成された。

## 参考資料
- Christine Bard, Sylvie Chaperon, Dictionnaire des féministes. France - XVIIIe-XXIe siècle, Presses Universitaires de France, 2017
- Jean-Louis Debré, Valérie Bochenek, Ces femmes qui ont réveillé la France, Fayard, 2013 (ジャン＝ルイ・ドブレ, ヴァレリー・ボシュネク著『フランスを目覚めさせた女性たち』西尾治子, 松田祐子, 吉川佳英子, 佐藤浩子, 田戸カンナ, 岡部杏子, 津田奈菜絵訳、パド・ウィメンズ・オフィス、2016年3月23日)